# الفساد في الفلبين
تعاني الفلبين من الفساد المستشري، والذي تطور خلال الفترة الاستعمارية الإسبانية. حيث تعاني الفلبين من العديد من حوادث الفساد والجريمة في العديد من جوانب الحياة المدنية وفي قطاعات مختلفة، وفقاً لتقرير الفساد في الفلبين الصادر عن شبكة النزاهة العالمية والمُحدّث في مايو 2020. تنتشر مخاطر الفساد هذه في جميع مفاصل النظام القضائي للدولة، والخدمات الشُرطية، والخدمات العامة، وإدارة الأراضي، والموارد الطبيعية. صنف مؤشر مدركات الفساد لعام 2023 الفلبين في المرتبة 34. واحتلت الفلبين المرتبة 115 بين 180 دولة عند تصنيفها حسب النتيجة في مؤشر 2023. وكانت أفضل نتيجة 90 (المرتبة 1)، وأسوأها 11 (المرتبة 180)، وكان متوسط النتيجة 43 يالمقارنة مع النتائج العالمية.
تشمل أمثلة الفساد في الفلبين الفساد والرشوة والمحسوبية والمحاباة والإفلات من العقاب والاختلاس والإكراه والابتزاز والاحتيال والتهرب الضريبي وشراء الأصوات والافتقار إلى الشفافية والافتقار إلى إنفاذ القوانين والسياسات الحكومية بالقدر الكافِ والافتقار المستمر إلى دعم حقوق الإنسان.
اقترح الباحثون أن الفساد وسوء الإدارة من بين أسباب الفقر في الفلبين.
وقَعت الفلبين على اتفاقية الأمم المتحدة لمكافحة الفساد في 9 ديسمبر 2003، وصادق مجلس الشيوخ على الاتفاقية في 6 نوفمبر 2006. أعلن مجلس الشيوخ في 2012 أن اليوم الوطني لمكافحة الفساد سيتم الاحتفال به سنوياً في 9 ديسمبر.

## للاستزادة
- Philippines Corruption Profile from the Business Anti-Corruption Portal
- Philippines corruption profile, الشفافية الدولية
- Jones، David S. (8 مارس 2021). "Corruption in Public Procurement in Southeast Asian States". في Tummala، Krishna K. (المحرر). Corruption in the Public Sector: An International Perspective. Emerald Group Publishing. ص. 113–128. ISBN:9781839096426.